# Mordellina watanabei
Mordellina watanabei là một loài bọ cánh cứng trong họ Mordellidae. Loài này được Tsuru miêu tả khoa học năm 2002.